# 川崎清司
川崎清司（かわさき　せいじ、1966年4月23日 - ）は、北海道小樽市出身の元スキージャンプ選手。身長 180cmと、日本人としては大柄なジャンパーだった。

## プロフィール
小樽市立住吉中学校、小樽北照高等学校から近畿大学を経て1989年東洋実業グループ入社した。同期で入社したジャンプ選手に竹内卓哉、二階堂学がいる。社会人になってから成績が振るわなかった為、1990年から当時注目され始めたV字スタイルに転向、日本人初のＶ字ジャンパーとなった。1994年に現役引退した。

## 主な成績
- 1982年 第23回雪印杯全日本ジャンプ大会ジュニアの部優勝[1]
- 1985年 第34回全国高等学校スキー大会4位
- 1988年 第61回全日本学生スキー選手権大会5位
- 1991年 第69回全日本スキー選手権大会 ノーマルヒル優勝[2]